# Ruta de Illinois 48
La Ruta de Illinois 48, y abreviada IL 48 (en inglés: Illinois Route 48) es una carretera estatal estadounidense ubicada en el estado de Illinois. La carretera inicia en el sur desde la I 55  , IL 127   en Raymond hacia el norte en la IL 54     en De Witt. La carretera tiene una longitud de 137,4 km (85.38 mi).

## Mantenimiento
Al igual que las autopistas interestatales, y las rutas federales y el resto de carreteras estatales, la Ruta de Illinois 48 es administrada y mantenida por el Departamento de Transporte de Illinois por sus siglas en inglés IDOT.